# Station Wola Filipowska
Station Wola Filipowska is een spoorwegstation in de Poolse plaats Wola Filipowska.